# Wyjście analogowe
Zasugerowano, aby zintegrować ten artykuł z artykułem sterownik PLC. Nie opisano powodu propozycji integracji.
Wyjście analogowe – w automatyce termin określający pojedyncze wyjście, na którym panuje sygnał analogowy. Wyjścia, ze względu na sposób prezentowania wielkości, dzieli się na napięciowe oraz prądowe.
W szczególności stosuje się standardy:
- 0...20 mA
- 4...20 mA
- 0...10 V

Wyjście analogowe jest podstawowym składnikiem bloków wyjść analogowych sterowników PLC. Sterownik poprzez nie może sterować urządzeniami zewnętrznymi takimi jak: regulatory temperatury, przetwornice częstotliwości lub serwonapędy.